# Herb gminy Przykona

Dawny herb gminy

Herb gminy Przykona – jeden z symboli gminy Przykona, ustanowiony 30 grudnia 2009.

## Wygląd i symbolika
Herb przedstawia w polu błękitnym dwie lilie barwy białej, a u głowicy, konia kroczącego białego.

## Historia
Poprzedni herb został nadany Przykonie podczas obchodów Dni Przykony w 1992 roku. Elementami poprzedniego herbu były: koń, podkowa i element rolniczy. W myśl przysłowia: prawdziwe szczęście na końskim leży grzbiecie – koń symbolizuje zamożność, swobodę i przestrzeń. Podkowa oznacza szczęście, a ponieważ okolice te od dawna są ośrodkiem rolniczym, w herbie umieszczono także kłos i listek koniczyny.